# بایو گووش (لوئیزیانا)
بایو گووش (به انگلیسی: Bayou Gauche) شهری در ایالت لوئیزیانا کشور ایالات متحده آمریکا است که جمعیت آن در سرشماری سال ۲۰۱۰ میلادی، ۲٬۰۷۱ نفر بوده‌است.